# 체르콜라
체르콜라(이탈리아어: Cercola)는 이탈리아 캄파니아주 나폴리현에 위치한 코무네다. 나폴리 북동쪽으로부터 9km거리에 있다.